# 劉修甫
劉修甫（1997年7月31日—），台灣男演員、平面模特兒。出生於台灣台中。2018年於公共電視戲劇你的孩子不是你的孩子單元〈貓的孩子〉中飾演鍾國衍而嶄露頭角，並以該劇入圍第54屆金鐘獎。2024年以《刺心切骨》獲得Rome Film Festival特別提及並於2025年獲得羅馬亞洲電影節「最佳男演員」，同年入圍第27屆台北電影獎最佳新演員，演技備受肯定。

## 個人背景
劉修甫於1997年出生於台灣。國小就讀私立雙語學校，高中加入搖滾樂社。大學期間就讀產品設計系並取得設計學士學位。大學期間，受邀參與學長的畢業製作，演出短篇電影《卡住人生》，因而激發了對表演的興趣。同年參演公視《你的孩子不是你的孩子》，並入圍第54屆金鐘獎迷你劇集／電視電影最佳新進演員獎。自此開始參與戲劇和電影演出。期間亦參與品牌雜誌封面與廣告模特兒的工作。

## 演藝經歷
- 初進演藝圈時，拍攝雜誌平面與品牌平面廣告為主
- 2019年以《你的孩子不是你的孩子》入圍金鐘獎「最佳新進演員」
- 2021年入選台北電影節非常新人
- 以《刺心切骨》獲得2024年羅馬電影節「特別提及」
- 2025年以電影《刺心切骨》榮獲羅馬亞洲電影節「最佳男演員」
- 2025年以電影《刺心切骨》入圍第27屆台北電影獎「最佳新演員」

劉修甫在大學三年級時，在親友鼓勵下參加了一場試鏡，被導演陳慧翎選中，在試鏡時認為他帶有一種「憂鬱氣質」，非常適合該角色。劉修甫於19歲時，在2018年公視劇集《你的孩子不是你的孩子》中的〈貓的孩子〉單元飾演鍾國衍一角正式出道，與鍾欣凌共同演出。他的表現讓他入圍第54屆金鐘獎迷你劇集／電視電影最佳新進演員獎，開始全職從事演員工作。
2019年，在劇集《我們與惡的距離》中飾演角色應思德，是曾沛慈與林哲熹飾演角色的繼兄；
2020年，他在劇集《腦波小姐》中擔任主要角色，飾演時大恆，是張書豪飾演角色的亡弟。
2021年，參演科幻驚悚片《複身犯》中的林子平一角，是楊祐寧所飾演的角色的人格之一，並於同年獲得台北電影節「非常新人」肯定。
2023年，在浪漫愛情劇《鬼之執行長》中飾演關恒達，為劇中重要角色。
2024年，他在科幻劇《Q18 量子預言》中飾演罹患漸凍症的病人，角色是由李銘順與天心飾演夫妻的兒子。
同年，他主演首部長篇電影《刺心切骨》在捷克卡羅維瓦利影展舉行世界首映，這是新加坡－台灣－波蘭合製的國際電影計畫，劉在片中飾演擊劍選手溫子滐，飾演前擊劍冠軍選手(曹佑寧飾)的弟弟，並獲得2024年羅馬電影節「特別提及」。
2025年以電影《刺心切骨》榮獲羅馬亞洲電影節「最佳男演員」獎項，並於同年入圍第27屆台北電影獎最佳新演員。
- 影評人John Lui稱劉的演出是「突破性的表現」，成功展現了「競技擊劍的體能要求與角色內在的心理複雜性」；而《Screen Daily》的John Berra則形容他「全然具同理心的詮釋」，自然展現了角色年輕與懷疑的一面。

同年在電影《有病才會喜歡你》飾演陳立，與詹懷雲、江齊、黃冠智共同主演，該片票房突破6000萬新台幣。

## 演出作品

### 電視劇
| 首播年份 | 電視劇名稱         | 演出角色 | 導演           | 播出頻道                  | 備註 |
| 2019     | 《我們與惡的距離》 | 應思德   | 林君陽         | 公視、HBOAsia             |      |
| 2020     | 《腦波小姐》       | 時大恆   | 謝禮如         | 中天綜合台                |      |
| 2023     | 《鬼之執行長》     | 關恆達   | 郝心翔         | 三立都會台、華視、LINE TV |      |
| 2024     | 《Q18量子預言》    | 小匡     | 周美玲         | 三立都會台、LINE TV       |      |
| 2025     | 《聰明鎮》         |          | 謝駿毅         | 公視                      |      |
| 2025     | 《郵票與舒芙蕾》   |          | 鄭芬芬         | 公視                      |      |
| 2026     | 《夜半11點學校見》 |          | 江豐宏、曾大衡 |                           |      |

### 電影
| 首播年份 | 電影名稱           | 演出角色       | 導演              | 備註     |
| 2021     | 《ME》             | 賈源宏（阿宏） | 江奕勳            | 電影短片 |
| 2021     | 《複身犯》         | 林子平         | 蕭力修            |          |
| 2024     | 《刺心切骨Pierce》 | 溫子滐         | 劉慧伶Nelicia Low |          |
| 2025     | 《有病才會喜歡你》 | 陳立           | 許富翔            |          |

### 迷你劇集/電視電影
| 首播年份 | 電視劇名稱                        | 演出角色 | 導演   | 播出頻道 | 備註 |
| 2018     | 《你的孩子不是你的孩子-貓的孩子》 | 鍾國衍   | 陳慧翎 | 公共電視 |      |
| 2022     | 《額外旅程》                      | 張世暉   | 朱峰   | 東森戲劇 |      |

### 舞台劇/現場演出
| 演出年份   | 舞台劇名稱                 | 演出角色 | 導演   | 備註                   |
| 2020、2022 | 《歡迎光臨主廚之家》       | 主廚開禹 | 何安妘 | 互動式劇場             |
| 2023       | 台北電影節《聖筊》現場演出 | 黎大仁   | 謝沛如 | 《電影正發生》系列活動 |

### 短片
| 上線年份 | 影片名稱           | 演出角色 | 導演   | 備註                 |
| 2017     | 《卡住人生》       | 鄭合     | 黃晟銘 |                      |
| 2018     | 《愛，你想說什麼》 |          | 范揚仲 |                      |
| 2019     | 《辮子》           |          | 鍾旻瑞 |                      |
| 2019     | 《Yes/No》         |          |        |                      |
| 2022     | 《溫馨家庭日》     | 陳南     | 梁秀紅 | 入圍金穗獎最佳劇情片 |
| 2022     | 《夜路》           |          | 吳禹   | 金穗獎觀摩影片       |

### 音樂錄影帶
| 上線年份 | 作品名稱                              | 演出角色       | 歌手             | 導演   | 備註                       |
| 2017     | 《歪》 （页面存档备份，存于）         | 鄭合           | 魏如萱           | 黃晟銘 | 《卡住人生》片段剪輯       |
| 2018     | 《夏天的秘密》 （页面存档备份，存于） | 男孩           | 萬芳             | 曾祈惟 |                            |
| 2019     | 《窒息》 （页面存档备份，存于）       | 建中男孩       | 茄子蛋           | 奧斯丁 | 與鍾瑶對戲                 |
| 2019     | 《別讓我走遠》 （页面存档备份，存于） | 應思德         | 林宥嘉           | 林君陽 | 《我們與惡的距離》片段剪輯 |
| 2019     | 《蝕日》 （页面存档备份，存于）       | 男主播、學生   | 路嘉欣           | 羅國羽 |                            |
| 2020     | 《Outsider》 （页面存档备份，存于）   | 男孩           | 吳青峰           | 陳映之 |                            |
| 2020     | 《祝我幸福》 （页面存档备份，存于）   | 男孩           | 家家             | 歐哲綸 |                            |
| 2020     | 《冥王號》 （页面存档备份，存于）     | 男孩           | OVDS feat.陳惠婷 | 沈庭羽 |                            |
| 2021     | 只要我還在                            | 肌肉萎縮症患者 | 陳勢安           |        |                            |

### 廣告
2022 RMK、GOOPi
2021 GU
2020
CHANEL、雪碧神隊友篇、STAYREAL、好自在少女口袋棉
2019
Syndro x URBAN RESEARCH、STAYREAL、
GOOPi、麥香檸檬紅茶
2018
KYMCO NewMany 125、肯德基-翅粉烏托邦之有翅者造可能篇、Plain-me

## 獎項紀錄
| 年份 | 主辦單位／典禮名稱 | 獎項名稱                     | 作品                              | 結果 |
| 2019 | 第54屆金鐘獎       | 迷你劇集／電視電影新進演員獎 | 《你的孩子不是你的孩子—貓的孩子》 | 提名 |
| 2025 | 羅馬亞洲電影節     | 最佳男演員獎                 | 《刺心切骨》                      | 獲獎 |
| 2025 | 第27屆台北電影獎   | 最佳新演員                   | 《刺心切骨》                      | 提名 |

## 外部連結
- 劉修甫的Facebook專頁
- 劉修甫的Instagram帳戶
- 劉修甫的新浪微博
- 劉修甫在互联网电影资料库（IMDb）上的資料（英文）